# Jozef Dekret-Matejovie

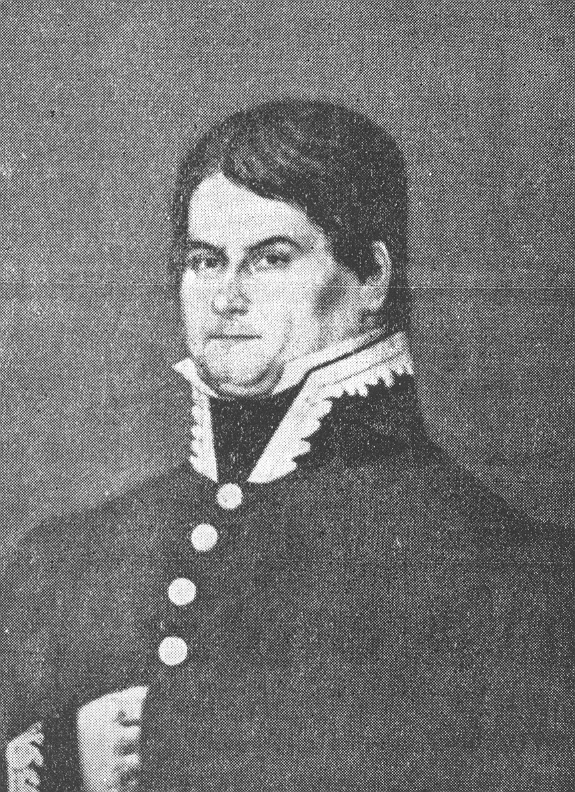
Jozef Dekret-Matejovie

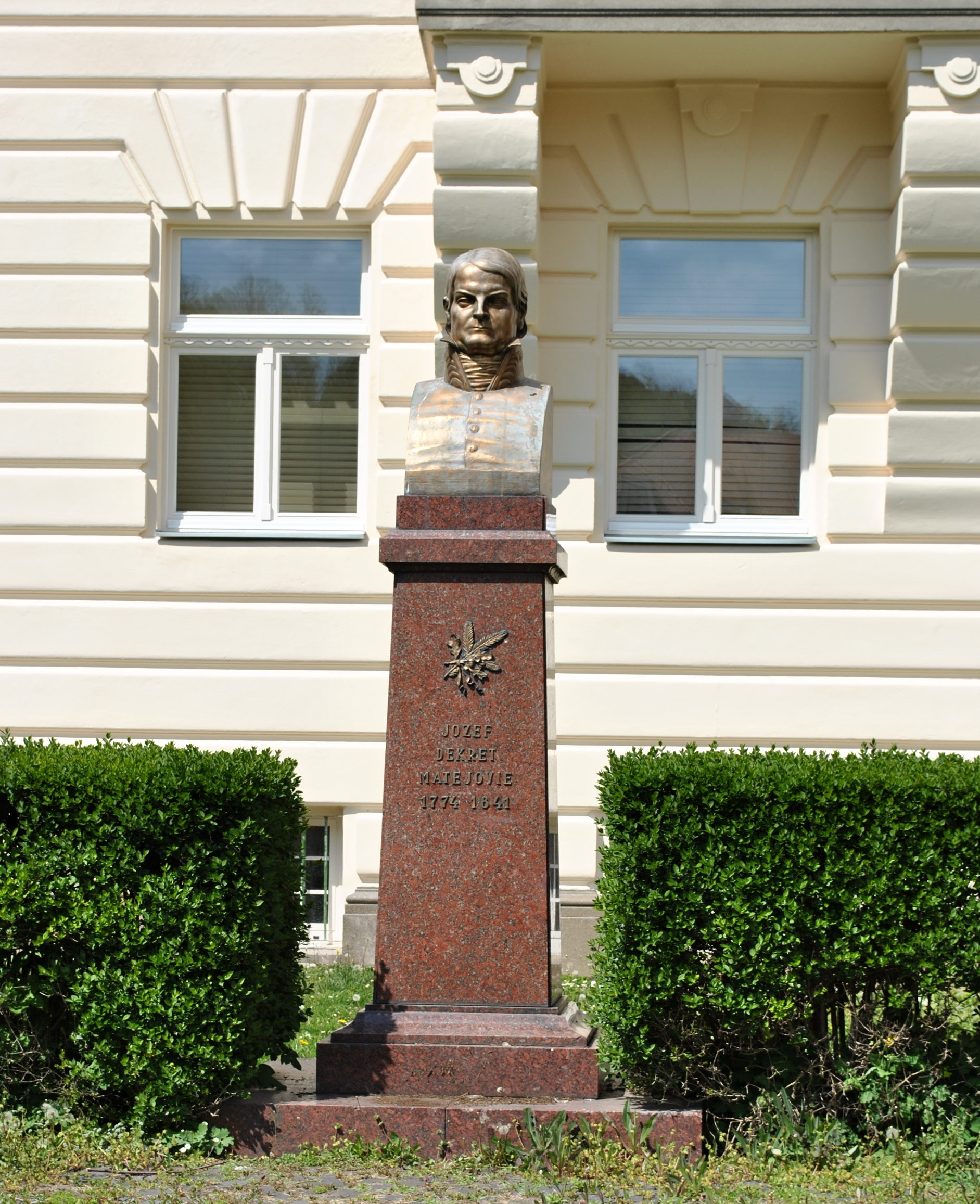
Popiersie Jozefa Dekreta-Matejovie koło Zarządu Lasów w Bańskiej Bystrzycy

Jozef Dekret-Matejovie (też: Jozef Decrett; ur. 12 lipca 1774 r. w osadzie Dobroč, dziś Čierny Balog, zm. 18 lipca 1841 r. w Bańskiej Bystrzycy) – słowacki leśnik, jeden z pionierów nowoczesnej gospodarki leśnej na terenie ówczesnych Węgier.
Pochodził z rodziny robotnika leśnego Mateja Decretta. Ukończył niższe gimnazjum pijarskie w Breźnie i w 1787 r. wstąpił do służby leśnej, najpierw jako robotnik dniówkowy, później jako dozorca leśny w rodzinnej Dobroči, Vyšnej Boci, Tisovcu i Pohrońskiej Półgórze, a następnie pomocnik gajowego (1793) i gajowy (1798) w Breźnie. W 1800 r. osiadł w Bańskiej Bystrzycy w na stanowisku podleśniczego. Tu w 1802 r. ożenił się z Katarzyną Teresą Haberlovą. Nie mieli własnych dzieci, wychowali jednak dwie przybrane córki.
W 1805 r. został leśniczym z zadaniem rekultywacji pogórniczych nieużytków w rejonie Starych Hor. W 1807 r. został mianowany nadleśniczym, a dwa lata później leśniczym objazdowym w Breźnie. W 1814 r. powrócił już ostatecznie do Bańskiej Bystrzycy, gdzie jako „Waldmeister” („Mistrz leśny”) stanął na czele tamtejszego urzędu leśnego. Był to pierwszy przypadek obdarzenia tym wysokim stanowiskiem człowieka z ludu i w dodatku samouka. Funkcję tę pełnił aż do przejścia na emeryturę w 1837 r.
Jozef Dekret-Matejovie pozostawił po sobie trwały ślad w lasach całej środkowej Słowacji. Jako pierwszy w Dolinie Górnego Hronu wprowadził odnowę lasu z siewu i ze sztucznych nasadzeń, hodowlę sadzonek w szkółkach leśnych i zapoczątkował proces odbudowy tamtejszych lasów zniszczonych przez górnictwo, hutnictwo i przemysł szklarski. W latach 1809–1837 doprowadził do ponownego sztucznego zalesienia 4 tys. ha, a naturalną odnowę zalesienia uzyskał na dalszych 6 tys. ha. Wprowadził instrukcję wyrębu i zrywki drewna (1818) oraz instrukcję pielęgnacji lasu (1821). Zajmował się też geodezją: wymierzył katastry i opracował regulaminy funkcjonowania osad leśnych w dolinie Czarnego Hronu, które obowiązywały przez następne półtora wieku. W 1825 r. sprowadził na Słowację pracowników leśnych ze Styrii, którzy przynieśli ze sobą nowe narzędzia i techniki, stosowane w leśnictwie. Nauczyli też miejscowych robotników, przyzwyczajonych wyłącznie do siekier, używania pił do ścinki drewna.
Po przejściu na emeryturę w 1839 r. wraz z żoną odbył pięciomiesięczną podróż po monarchii, w trakcie której odwiedził m.in. Bratysławę, Wiedeń i Budapeszt. W następnym roku zaczął chorować. Zmarł na zapalenie płuc. Pochowany został na bańskobystrzyckim cmentarzu katolickim, gdzie do dziś znajduje się jego grób z nagrobkiem z lanego żelaza.
Miejsce w osadzie Dobroč, w którym stał dom rodzinny J. Dekreta-Matejovie (nr 836), oznacza dziś tablica pamiątkowa, zaś w samym Čiernom Balogu przy zabudowaniach leśnictwa stoi głaz z podobizną leśnika. W osadzie Dolný Jelenec, należącej do wsi Staré Hory, znajduje się pomnik J. Dekreta-Matejovie, autorstwa F. Šidlo z 1913 r. Popiersie Dekreta-Matejovie tego samego rzeźbiarza, z 1915 r., które pierwotnie stało w westybulu Zarządu Lasów, obecnie znajduje się na skwerze koło tego gmachu, przy Národnej ulicy. Dom J. Dekreta w Bańskiej Bystrzycy przy dawnej Obere Gasse (później Horná ulica nr 5) został zburzony w 1947 r. pod budowę nowego gmachu poczty. W 2004 r., z okazji 230 rocznicy urodzin leśnika, umieszczono tam pamiątkowy kamień.
Imieniem J. Dekreta-Matejovie nazwana została leśna ścieżka dydaktyczna, utworzona w 2009 r. w rejonie Starych Hor na terenie Parku Narodowego Wielka Fatra. Ma ona długość 9,5 km i 14 przystanków z planszami dydaktycznymi. Zaczyna się koło wspomnianego wyżej pomnika w Dolným Jelencu, dalej biegnie przez osady Horný Jelenec, Valentová, Rybô i Kohútová, po czym pod Majerową Skałą schodzi na powrót do Dolnego Jelenca.
Od 2007 r. Slovenská lesnícka komora wraz z Lasamai Republiki Słowackiej nadają nagrodę im. J. Dekreta-Matejovie (słow. Cena Jozefa Dekreta Matejovie) osobom, które w szczególny sposób zasłużyły się w zakresie ochrony słowackich lasów, rozwoju słowackiego leśnictwa i nauk leśnych.